# Randale Beck
Der Randale Beck ist ein Wasserlauf im Lake District, Cumbria, England.
Der Randale Beck entspringt nördlich des Kidsty Pike und südlich des High Raise an der Westseite des Haweswater Reservoir. Er fließt zunächst in östlicher Richtung, südlich des Birks Crag wendet er sich dann in südlicher Richtung, um in das Reservoir zu münden.